# Liste des généraux de la Confédération
 (janvier 2025).
Liste des officiers généraux de la Confédération ou Sudistes, durant la guerre de Sécession :

## Légende

### Grades
- Général = général d'armée,
- Lieutenant-général = général de corps d'armée,
- Major-général = général de division,
- Brigadier-général = général de brigade

### Divers
- (†) : mort au combat
- (mb) : mortellement blessé
- NC : non confirmé par le Sénat confédéré
- AS : affecté à un service (nomination non agrée)
- T : à titre temporaire

- Haut – A
- B
- C
- D
- E
- F
- G
- H
- I
- J
- K
- L
- M
- N
- O
- P
- Q
- R
- S
- T
- U
- V
- W
- X
- Y
- Z

## A
- Daniel Weisiger Adams, brigadier-général
- John Adams, brigadier-général (†)
- William Wirt Adams, brigadier-général
- James Lusk Alcorn, brigadier-général
- Edward Porter Alexander, brigadier-général
- Henry Watkins Allen, brigadier-général
- William Wirt Allen, major-général
- C. D. Anderson, brigadier-général
- C. F. Anderson, brigadier-général
- George Burgwyn Anderson, brigadier-général (mb)
- George Thomas Anderson, dit Tige, brigadier-général
- James Patton Anderson, major-général
- Joseph Reid Anderson, brigadier-général
- Richard Heron Anderson, dit Fighting Dick, lieutenant-général
- Robert Houstoun Anderson, brigadier-général
- Samuel Read Anderson, brigadier-général
- W. E. Anderson, brigadier-général
- James Jay Archer, brigadier-général
- Lewis Addison Armistead, brigadier-général (mb)
- Frank Crawford Armstrong, brigadier-général
- Turner Ashby, brigadier-général (†)
- Thomas P. August, brigadier-général

- Haut – A
- B
- C
- D
- E
- F
- G
- H
- I
- J
- K
- L
- M
- N
- O
- P
- Q
- R
- S
- T
- U
- V
- W
- X
- Y
- Z

## B
- Arthur Pendleton Bagby, Jr, major-général
- Alpheus Baker, brigadier-général
- Lawrence Simmons Baker, brigadier-général
- William Edwin Baldwin, brigadier-général
- Joseph D. Balfour, brigadier-général
- Robert A. Banks, major-général
- William Barksdale, brigadier-général (†)
- Rufus Barringer, brigadier-général
- John Decatur Barry, brigadier-général (T)
- Seth Maxwell Barton, brigadier-général
- William Brimage Bate, major-général
- Cullen Andrews Battle, brigadier-général
- William Smith Hanger Baylor, brigadier-général
- Samuel T. Bayly, brigadier-général
- Richard Lee Tubesville Beale, brigadier-général
- William Nelson Rector Beall, brigadier-général
- Pierre Gustave Toutant Beauregard, dit The Little Napoléon, général
- Robert Bechem, brigadier-général
- Alfred Beckley, brigadier-général
- Barnard Elliott Bee, Jr. , brigadier-général (mb)
- Hamilton Prioleau Bee, brigadier-général
- Casper W. Bell, brigadier-général
- Tyree Harris Bell, brigadier-général
- Henry Lewis Benning, dit Old Rock, brigadier-général
- Samuel Benton, brigadier-général
- Alfred Berkley, brigadier-général
- Micajah F. Berry, brigadier-général
- H. P. Beyhy, major-général
- Thomas W. Blake, brigadier-général
- Albert Gallatin Blanchard, brigadier-général
- George Blow Jr, brigadier-général
- James Boggs, brigadier-général
- William Robertson Boggs, brigadier-général
- Milledge Luke Bonham, brigadier-général
- Solon Borland, brigadier-général
- John Stevens Bowen, major-général
- Rees Tate Bowen, brigadier-général
- Braxton Bragg, major-général
- R. W. Brahan, brigadier-général
- Lawrence O'Bryan Branch, brigadier-général
- William Lindsay Brandon, brigadier-général
- William Felix Brantley, brigadier-général
- John Bratton, brigadier-général
- John Cabell Breckinridge, major-général
- Theodore Washington Brevard, brigadier-général
- John Morgan Bright, brigadier-général
- A. H. Briscoe, brigadier-général
- John Calvin Brown, major-général
- William Montague Browne, brigadier-général
- Goode Bryan, brigadier-général
- Franklin Buchanan, amiral
- Simon Bolivar Buckner, Sr., lieutenant-général
- Abraham Buford, brigadier-général
- B. Buisson, brigadier-général
- Robert Bullock (général), brigadier-général
- N. B. Burrow, brigadier-général
- Matthew Calbraith Butler, major-général
- Thomas J. Butler, brigadier-général
- William Byrd, brigadier-général

- Haut – A
- B
- C
- D
- E
- F
- G
- H
- I
- J
- K
- L
- M
- N
- O
- P
- Q
- R
- S
- T
- U
- V
- W
- X
- Y
- Z

## C
- William Lewis Cabell, dit Old Tige, brigadier-général
- O. B. Caldwell, brigadier-général
- Alexander William Campbell, brigadier-général
- James Cantey, brigadier-général
- Ellison Capers, brigadier-général
- F. W. Capers, brigadier-général
- William Henry Carroll, brigadier-général
- James H. Carson, brigadier-général
- Reuben W. Carswell, brigadier-général
- John Carpenter Carter, brigadier-général
- Montgomery D. Case, brigadier-général
- W. R. Caswell, brigadier-général
- James Ronald Chalmers, brigadier-général
- Leigh Chalmers, brigadier-général
- Thomas J. Chambers, brigadier-général
- John Randolph Chambliss Jr, brigadier-général
- Augustus Alexandria Chapman, brigadier-général
- Benjamin Franklin Cheatham, major-général
- James Chesnut Jr, brigadier-général
- Robert Hall Chilton, brigadier-général
- Thomas James Churchill, major-général
- James Holt Clanton, brigadier-général
- Charles Clark (général), brigadier-général
- David Clark, brigadier-général
- Henry J. B. Clark, brigadier-général
- John Bullock Clark Sr, brigadier-général
- John Bullock Clark Jr., brigadier-général
- Oden Green Clay, major-général
- Henry De Lamar Clayton, major-général
- Patrick Ronayne Cleburne, dit Pat, major-général (†)
- Thomas Lanier Clingman, brigadier-général
- Howell Cobb, major-général
- Thomas Reade Rootes Cobb, brigadier-général
- Philip Saint-George Cocke, brigadier-général
- Francis Marion Cockrell, brigadier-général
- Clayton G. Coleman, brigadier-général
- Alfred Holt Colquitt, brigadier-général
- Raleigh Edward Colston, brigadier-général
- James Conner, brigadier-général
- C. B. Conrad, brigadier-général
- Charles Magill Conrad, brigadier-général
- Philip Cook, brigadier-général
- Daniel T. Cooke, brigadier-général
- John Rogers Cooke, brigadier-général
- Douglas Hancock Cooper, brigadier-général
- Leroy W. Cooper, brigadier-général
- Samuel Cooper (général), général
- Montgomery Dent Corse, brigadier-général
- George Blake Cosby, brigadier-général
- William Ruffin Cox, brigadier-général
- George Bibb Crittenden, major-général
- S. L. Crittenden, brigadier-général
- Alfred Cumming, brigadier-général

- Haut – A
- B
- C
- D
- E
- F
- G
- H
- I
- J
- K
- L
- M
- N
- O
- P
- Q
- R
- S
- T
- U
- V
- W
- X
- Y
- Z

## D
- C. G. Dahlgren, brigadier-général
- Junius Daniel, brigadier-général (†)
- Henry Brevard Davidson, brigadier-général
- Joseph Robert Davis, brigadier-général
- Reuben Davis, brigadier-général
- William George Mackey Davis, brigadier-général
- James Dearing, brigadier-général
- Zachariah Cantey Deas, brigadier-général
- Xavier B. Debray, brigadier-général
- James Deshler, brigadier-général
- George Gibbs Dibrell, brigadier-général
- Hughes Dillard, brigadier-général
- Terisha W. Dillard, brigadier-général
- Charles Dimmock, brigadier-général
- Thomas Pleasant Dockery, brigadier-général
- George Pierce Doles, brigadier-général (†)
- Daniel Smith Donelson, major-général
- Thomas Fenwick Drayton, brigadier-général
- Dudley Mac Iver Dubose, brigadier-général
- Basil C. Duke, brigadier-général
- Basil Wilson Duke, brigadier-général
- Johnson Kelly Duncan, brigadier-général
- John Dunovant, brigadier-général
- R.G.M. Dunovant, brigadier-général

- Haut – A
- B
- C
- D
- E
- F
- G
- H
- I
- J
- K
- L
- M
- N
- O
- P
- Q
- R
- S
- T
- U
- V
- W
- X
- Y
- Z

## E
- Jubal Anderson Early, dit Old Jube ou Old Jubilee, lieutenant-général
- O. R. Early, brigadier-général
- John Echols, brigadier-général
- Mathew Duncan Ector, brigadier-général
- Bartholomew Egan, brigadier-général
- Stephen Elliott Jr, brigadier-général
- Arnold Elzey, major-général
- Clement Anselm Evans, brigadier-général
- Nathan George Evans, dit Shanks, brigadier-général
- Richard Stoddert Ewell, dit Old Baldy, lieutenant-général

- Haut – A
- B
- C
- D
- E
- F
- G
- H
- I
- J
- K
- L
- M
- N
- O
- P
- Q
- R
- S
- T
- U
- V
- W
- X
- Y
- Z

## F
- James Fleming Fagan, major-général
- Buckner Fairfax, brigadier-général
- Thomas Turner Fauntleroy Sr., brigadier-général
- Winfield Scott Featherston, dit Old Swet, brigadier-général
- Drury Feild, brigadier-général
- Samuel Wragg Ferguson, brigadier-général
- Charles William Field, major-général
- Joseph Finegan, brigadier-général
- Jesse Johnson Finley, brigadier-général
- John Buchanan Floyd, brigadier-général
- John Horace Forney, major-général
- William Henry Forney, brigadier-général
- Nathan Bedford Forrest, lieutenant-général
- Robert C. Foster, brigadier-général
- John Wesley Frazer, brigadier-général
- Samuel Gibbs French, major-général
- Daniel Marsh Frost, brigadier-général
- Birkett Davenport Fry, brigadier-général

- Haut – A
- B
- C
- D
- E
- F
- G
- H
- I
- J
- K
- L
- M
- N
- O
- P
- Q
- R
- S
- T
- U
- V
- W
- X
- Y
- Z

## G
- Richard Montgomery Gano, brigadier-général
- Franklin Gardner, major-général
- William Montgomery Gardner, brigadier-général
- Samuel Garland Jr., brigadier-général
- Albert Creswell Garlington, brigadier-général
- Richard Brooke Garnett, brigadier-général (†)
- Robert Selden Garnett, brigadier-général (†)
- Isham Warren Garrott, brigadier-général (†), NC
- Lucius Jeremiah Gartrell, brigadier-général
- Martin Witherspoon Gary, brigadier-général
- Richard Caswell Gatlin, brigadier-général
- E. W. Gault, brigadier-général
- James Z. George, brigadier-général
- Samuel Jameson Gholson, brigadier-général
- R. W. Gibbes, brigadier-général
- Randall Lee Gibson, brigadier-général
- Jeremy Francis Gilmer, major-général
- Victor Jean-Baptiste Girardey, brigadier-général
- States Rights Gist, brigadier-général
- Adley Hogan Gladden, brigadier-général
- Archibald Campbell Godwin, brigadier-général
- James Monroe Goggin, brigadier-général
- B. Frank Gordon, brigadier-général
- George Washington Gordon, brigadier-général
- James Byron Gordon, brigadier-général
- John Brown Gordon, major-général
- William F. Gordon, major-général
- Josiah Gorgas, brigadier-général
- Daniel Chevilette Govan, brigadier-général
- Archibald Gracie Jr., brigadier-général
- Hiram Bronson Granbury, brigadier-général
- Henry Gray, brigadier-général
- John Breckinridge Grayson, brigadier-général
- Duff Green, brigadier-général
- Thomas Green, brigadier-général
- Martin Edwin Green, brigadier-général
- Elkanah Brackim Greer, brigadier-général
- John Irvin Gregg, brigadier-général
- Maxcy Gregg, brigadier-général
- Richard Griffith, brigadier-général
- Bryan Grimes, major-général
- Walter Gwynn, brigadier-général

- Haut – A
- B
- C
- D
- E
- F
- G
- H
- I
- J
- K
- L
- M
- N
- O
- P
- Q
- R
- S
- T
- U
- V
- W
- X
- Y
- Z

## H
- Johnson Hagood, brigadier-général
- Peter Hairston, brigadier-général
- Wade Hampton III, lieutenant-général
- Roger Weightman Hanson, dit Old Flintlock, brigadier-général
- William Joseph Hardee, dit Old Reliable, lieutenant-général
- William Polk Hardeman, dit Gotch, brigadier-général
- Kenton Harper, major-général
- Nathaniel Harrison Harris, brigadier-général
- Thomas A. Harris, brigadier-général
- G. P. Harrison, brigadier-général
- James Edward Harrison, brigadier-général
- Thomas Harrison, brigadier-général
- Robert Hopkins Hatton, brigadier-général
- D. de Haven, brigadier-général
- James Morrison Hawes, brigadier-général
- Alexander Travis Hawthorne, brigadier-général
- Harry Thompson Hays, major-général
- Louis Hébert, brigadier-général
- Paul Octave Hébert, brigadier-général
- Benjamin Hardin Helm, brigadier-général
- R. J. Henderson, brigadier-général
- Gus A. Henry Jr., brigadier-général
- Henry Heth, major-général
- Edward Higgins (général), brigadier-général
- Benjamin Jefferson Hill, brigadier-général
- Daniel Harvey Hill, lieutenant-général
- Ambrose Powell Hill, dit Little Powell, lieutenant-général (†)
- Thomas Carmichael Hindman, major-général
- George Baird Hodge, brigadier-général
- Joseph Lewis Hogg, brigadier-général
- John F. Hoke, brigadier-général
- Robert Frederick Hoke, major-général
- Theophilus Hunter Holmes, dit Old Grany General, lieutenant-général
- James Thadeus Holtzclaw, brigadier-général
- John Bell Hood, général
- Thomas Howard, brigadier-général
- William Hudson, brigadier-général
- James G. L. Huey, major-général
- Benjamin Huger, major-général
- William Younger C. Humes, major-général
- Benjamin Grubb Humphreys, brigadier-général
- B. G. Humphries, brigadier-général
- T. G. Hunt, brigadier-général
- Eppa Hunton, brigadier-général
- T. B. Huston, brigadier-général
- W. A. Huston, major-général

- Haut – A
- B
- C
- D
- E
- F
- G
- H
- I
- J
- K
- L
- M
- N
- O
- P
- Q
- R
- S
- T
- U
- V
- W
- X
- Y
- Z

## I
- John Daniel Imboden, brigadier-général
- Alfred Iverson Jr., brigadier-général

- Haut – A
- B
- C
- D
- E
- F
- G
- H
- I
- J
- K
- L
- M
- N
- O
- P
- Q
- R
- S
- T
- U
- V
- W
- X
- Y
- Z

## J
- Alfred Eugene Jackson, brigadier-général
- Henry Rootes Jackson, brigadier-général
- John J. Jackson, brigadier-général
- John King Jackson, brigadier-général
- Thomas Jonathan Jackson, dit Stonewall, lieutenant-général (mb)
- William Hicks Jackson (en), dit Red, brigadier-général
- William Lowther Jackson, dit Mudwall, brigadier-général
- Albert Gallatin Jenkins, brigadier-général
- Micah Jenkins, brigadier-général
- Adam Rankin Johnson, dit Stovepipe, brigadier-général
- Bradley Tyler Johnson, brigadier-général
- Bushrod Rust Johnson, major-général
- Edward Johnson, dit Old Allegheny, major-général
- Albert Sidney Johnston, général (†)
- George Doherty Johnston, brigadier-général
- Joseph Eggleston Johnston, dit Joe Johnston, général
- Robert Daniel Johnston, brigadier-général
- A. C. Jones, brigadier-général
- David Rumph Jones, dit Neighbor, major-général
- John Marshall Jones, brigadier-général
- John Robert Jones, brigadier-général
- Samuel Jones, major-général
- William Edmonson Jones, dit Grumble, brigadier-général
- Thomas Jordan, brigadier-général

- Haut – A
- B
- C
- D
- E
- F
- G
- H
- I
- J
- K
- L
- M
- N
- O
- P
- Q
- R
- S
- T
- U
- V
- W
- X
- Y
- Z

## K
- John Herbert Kelly, brigadier-général (†)
- James Lawson Kemper, major-général
- John Doby Kennedy, brigadier-général
- Joseph Brevard Kershaw, major-général
- William H. King (général), brigadier-général
- William Whedbee Kirkland, brigadier-général
- W. J. Kyle, brigadier-général

- Haut – A
- B
- C
- D
- E
- F
- G
- H
- I
- J
- K
- L
- M
- N
- O
- P
- Q
- R
- S
- T
- U
- V
- W
- X
- Y
- Z

## L
- Charles A. Labuzan, brigadier-général
- Julius Adolph de Lagnel, brigadier-général
- James Henry Lane, brigadier-général
- Walter Paye Lane, brigadier-général
- Evander Mac Ivor Law, brigadier-général
- Alexander Robert Lawton, brigadier-général
- Douglas B. Layne, brigadier-général
- Danville Leadbetter, brigadier-général
- Edwin Gray Lee, brigadier-général
- Robert Edward Lee, général
- Fitzhugh Lee, major-général
- George Washington Custis Lee, major-général
- Stephen Dill Lee, lieutenant-général
- William Henry Fitzhugh Lee, dit Rooney, major-général
- Collett Leventhorpe, brigadier-général
- Joseph Horace Lewis, brigadier-général
- John Lawson Lewis, major-général
- William Gaston Lewis, brigadier-général
- Saint John Richardson Liddell, brigadier-général
- Robert Doak Lilley, brigadier-général
- Lewis Henry Little, brigadier-général
- Thomas Muldrup Logan, brigadier-général
- Lunsford Lindsay Lomax    , major-général
- Armistead Lindsay Long, brigadier-général
- James Longstreet, dit Old Pete ou Dutch, lieutenant-général
- William Wing Loring, dit Old Blizzards, major-général
- Mansfield Lovell, major-général
- J. H. Lowe, brigadier-général
- Mark Perrin Lowery, brigadier-général
- Robert Lowry, brigadier-général
- Philip N. Luckett, brigadier-général
- Hylan Benton Lyon, brigadier-général

- Haut – A
- B
- C
- D
- E
- F
- G
- H
- I
- J
- K
- L
- M
- N
- O
- P
- Q
- R
- S
- T
- U
- V
- W
- X
- Y
- Z

## M
- J. H. McBride, brigadier-général
- W. W. McCall, brigadier-général
- John McCausland, brigadier-général
- William McComb, brigadier-général
- John Porter McCown, major-général
- Benjamin McCulloch, major-général (†)
- Henry Eustace McCulloch, brigadier-général
- J. G. McDonald, brigadier-général
- John W. McElroy, brigadier-général
- Theodore McGinnis, brigadier-général
- Samuel McGowan, brigadier-général
- James McQueen McIntosh, brigadier-général
- William Wham McKall, brigadier-général
- Lafayette McLaws, major-général
- L. A. McLean, brigadier-général
- Evander McNair, brigadier-général
- Dandridge McRae, brigadier-général
- William McRae, brigadier-général
- John Bankhead Magruder, dit Prince John, major-général
- William Mahone, major-général
- V. Maignan, brigadier-général
- James Patrick Major, brigadier-général
- George Earl Maney, brigadier-général
- Arthur Middleton Manigault, brigadier-général
- Thomas C. Manning, major-général
- John Sappington Marmaduke, major-général
- Humphrey Marshall, brigadier-général
- James Green Martin, brigadier-général
- R. C. Martin, brigadier-général
- William Thompson Martin, major-général
- Dabney Herndon Maury, major-général
- Samuel Bell Maxey, brigadier-général
- Gilbert Simrall Meem, brigadier-général
- P. H. Melson, brigadier-général
- Hugh Weedon Mercer, brigadier-général
- William Miller, brigadier-général
- John S. Millson, brigadier-général
- Young Marshall Moody, brigadier-général
- Alfred Cleon Moore, brigadier-général
- John Creed Moore, brigadier-général
- Patrick Theodore Moore, brigadier-général
- Samuel Preston Moore, brigadier-général
- John Hunt Morgan, brigadier-général (†)
- John Tyler Morgan, brigadier-général
- Jean Jacques Alfred Alexandre Mouton, brigadier-général (†)
- Thomas Thomas Munford, brigadier-général
- B. M. F. Murray, brigadier-général

- Haut – A
- B
- C
- D
- E
- F
- G
- H
- I
- J
- K
- L
- M
- N
- O
- P
- Q
- R
- S
- T
- U
- V
- W
- X
- Y
- Z

## N
- Allison Nelson, brigadier-général
- P. H. Nelson, brigadier-général
- Francis Redding Tillon Nicholls, brigadier-général
- Lucius Bellinger Northrop, brigadier-général

- Haut – A
- B
- C
- D
- E
- F
- G
- H
- I
- J
- K
- L
- M
- N
- O
- P
- Q
- R
- S
- T
- U
- V
- W
- X
- Y
- Z

## O
- John W. O'Ferrall, brigadier-général
- Edward Asbury O'Neal Sr., brigadier-général

- Haut – A
- B
- C
- D
- E
- F
- G
- H
- I
- J
- K
- L
- M
- N
- O
- P
- Q
- R
- S
- T
- U
- V
- W
- X
- Y
- Z

## P
- Richard Lucian Page, brigadier-général
- Joseph Benjamin Palmer, brigadier-général
- Mosby Monroe Parsons, brigadier-général
- Elisha Franklin Paxton, dit Bull, brigadier-général (†)
- William Henry Fitzhugh Payne, brigadier-général
- W. B. Pearce, brigadier-général
- Nicholas Bartlett Pearce, brigadier-général
- William Raine Peck, dit Big Peck, brigadier-général
- John Pegram, brigadier-général (†)
- John Clifford Pemberton, lieutenant-général
- William Dorsey Pender, major-général (†)
- William Nelson Pendleton, brigadier-général
- Abner Monroe Perrin, brigadier-général
- Edward Aylesworth Perry, brigadier-général
- William Flank Perry, brigadier-général
- James Johnston Pettigrew, brigadier-général (mb)
- Edmund Winston Pettus, brigadier-général
- C. W. Phifer, brigadier-général
- Pleasant J. Philips, brigadier-général
- T. H. Phillips, brigadier-général
- George Edward Pickett, major-général
- Albert Pike, brigadier-général
- Zebulon Pike, brigadier-général
- Gideon Johnson Pillow, brigadier-général
- Camille Armand Jules Marie, Prince de Polignac, major-général
- Leonidas Polk, lieutenant-général (†)
- Lucius Eugene Polk, brigadier-général
- Carnot Posey, brigadier-général
- John G. Pratt, brigadier-général
- John Smith Preston, brigadier-général
- R. C. Preston, brigadier-général
- William Preston, major-général
- Bushrod W. Price, brigadier-général
- Edwin W. Price, brigadier-général
- Sterling Price, dit Old Pap, major-général
- Roger Atkinson Pryor, brigadier-général

- Haut – A
- B
- C
- D
- E
- F
- G
- H
- I
- J
- K
- L
- M
- N
- O
- P
- Q
- R
- S
- T
- U
- V
- W
- X
- Y
- Z

## Q
- William Andrew Quarles, brigadier-général

- Haut – A
- B
- C
- D
- E
- F
- G
- H
- I
- J
- K
- L
- M
- N
- O
- P
- Q
- R
- S
- T
- U
- V
- W
- X
- Y
- Z

## R
- Gabriel James Rains, brigadier-général
- James Edwards Rains, brigadier-général (†), NC
- James S. Rains, brigadier-général
- Stephen Dodson Ramseur, major-général (†)
- B. T. Ramsey, brigadier-général
- Horace Randal, brigadier-général (mb), AS
- George Wythe Randolph, brigadier-général
- Matthew Whittaker Ransom, brigadier-général
- Robert Ransom Jr., major-général
- Alexander Welch Reynolds, brigadier-général
- Daniel Harris Reynolds, brigadier-général
- Robert Vinkler Richardson, brigadier-général, T, NC
- William Harvey Richardson, major-général
- Jonathan Richmond, brigadier-général
- Roswell Sabine Ripley, brigadier-général
- John Selden Roane, brigadier-général
- William Paul Roberts, brigadier-général
- Beverly Holcombe Robertson, brigadier-général
- Felix Huston Robertson, brigadier-général
- Jerome Bonaparte Robertson, dit Polly, brigadier-général
- Philip Dale Roddey, brigadier-général
- Robert Emmett Rodes, major-général (†)
- Asa Rogers, major-général
- Lawrence Sullivan Ross, dit Sul, brigadier-général
- Reuben R. Ross, brigadier-général
- Thomas Lafayette Rosser, major-général
- Charles N. Rowley, brigadier-général
- Edmund W. Rucker, brigadier-général, NC
- Daniel Ruggles, brigadier-général
- Albert Rust, brigadier-général

- Haut – A
- B
- C
- D
- E
- F
- G
- H
- I
- J
- K
- L
- M
- N
- O
- P
- Q
- R
- S
- T
- U
- V
- W
- X
- Y
- Z

## S
- Isaac Monroe St. John, brigadier-général
- John Caldwell Calhoun Sanders, brigadier-général (†)
- Wilmot Gibbes de Saussure, brigadier-général
- John Sayles, brigadier-général
- Alfred Moore Scales, brigadier-général
- J. Schmerle, brigadier-général
- Thomas Moore Scott, brigadier-général
- William Campbell Scott, brigadier-général
- William Read Scurry, dit Dirty Wock Bill, brigadier-général
- Claudius Wistar Sears, brigadier-général
- Paul Jones Semmes, brigadier-général (mb)
- Raphaël Semmes, vice-amiral
- William Briggs Shands, brigadier-général
- Jacob Hunter Sharp, brigadier-général
- Joseph Orville Shelby, dit Joe, brigadier-général
- Charles Miller Shelley, brigadier-général
- N. G. Shelley, brigadier-général
- Sidney Sherman, brigadier-général
- W. Shields, brigadier-général
- Francis Asbury Shoup, brigadier-général
- Henry Hopkins Sibley, brigadier-général
- James Phillip Simms, brigadier-général
- James Simons (général), brigadier-général
- William Yarnel Slack, brigadier-général (mb)
- James Edwin Slaughter, brigadier-général
- Edmund Kirby Smith, général
- Francis H. Smith, major-général
- Gustavus Woodson Smith, major-général
- James Argyle Smith, brigadier-général
- Martin Luther Smith, major-général
- Preston Smith, brigadier-général (†)
- Thomas Benton Smith, brigadier-général
- William Smith, dit Extra Billy, major-général
- William Duncan Smith, brigadier-général
- John L. T. Sneed, brigadier-général
- Gilbert Moxley Sorrel, brigadier-général
- Leroy Augustus Stafford, brigadier-général (mb)
- Peter Burwell Starke, brigadier-général
- William Edwin Starke, brigadier-général (†)
- William Steele, brigadier-général
- George Hume Steuart, dit Maryland, brigadier-général
- Clement Hoffman Stevens, dit Rock, brigadier-général (mb)
- Walter Husted Stevens, brigadier-général
- Carter Littlepage Stevenson, major-général
- Alexander Peter Stewart, dit Old Straight, lieutenant-général
- Marcellus Augustus Stovall, brigadier-général
- Otho French Strahl, brigadier-général
- James Ewell Brown Stuart, dit Jeb, major-général (†)
- E. T. Sturdivant, brigadier-général

- Haut – A
- B
- C
- D
- E
- F
- G
- H
- I
- J
- K
- L
- M
- N
- O
- P
- Q
- R
- S
- T
- U
- V
- W
- X
- Y
- Z

## T
- William Booth Taliaferro, major-général
- James Camp Tappan, brigadier-général
- Josiah Tattnall, vice-amiral
- Richard Taylor, lieutenant-général
- Thomas Hart Taylor, brigadier-général
- James Barbour Terrill, brigadier-général (†)
- William Terry, brigadier-général
- William Richard Terry, brigadier-général
- Allen Thomas, brigadier-général
- Bryan Morel Thomas, brigadier-général
- Edward Lloyd Thomas, brigadier-général
- Meriwether Jeff Thompson, brigadier-général
- James Webb Throckmorton, brigadier-général
- Lloyd Tilghmann, brigadier-général (†)
- Robert Augustus Toombs, brigadier-général
- Thomas Fentress Toon, brigadier-général
- Edward Dorr Tracy, brigadier-général (†)
- James Heyward Trapier, brigadier-général
- Isaac Ridgeway Trimble, major-général
- R. R. Trudau, brigadier-général
- James Trudeau, brigadier-général
- William Feimster Tucker, brigadier-général
- T. C. Tupper, brigadier-général
- T. Turner, brigadier-général
- David Emanuel Twiggs, major-général
- Robert Charles Tyler, brigadier-général (†)

- Haut – A
- B
- C
- D
- E
- F
- G
- H
- I
- J
- K
- L
- M
- N
- O
- P
- Q
- R
- S
- T
- U
- V
- W
- X
- Y
- Z

## V
- Robert Brank Vance, brigadier-général
- Earl Van Dorn, major-général
- George van Vleck, brigadier-général
- Alfred Jefferson Vaughan Jr., brigadier-général
- John Crawford Vaughn, brigadier-général
- John Bordenave Villepigue, brigadier-général

- Haut – A
- B
- C
- D
- E
- F
- G
- H
- I
- J
- K
- L
- M
- N
- O
- P
- Q
- R
- S
- T
- U
- V
- W
- X
- Y
- Z

## W
- Francis Marion Walker, brigadier-général, †, NC
- Henry Harrison Walker, brigadier-général
- James Alexander Walker, brigadier-général
- Joseph George Walker, major-général
- John George Walker, major général
- Leroy P. Walker, brigadier-général
- Lucius Marshall Walker, brigadier-général
- Reuben Lindsay Walker, brigadier-général
- William Henry Talbot Walker, major-général
- William Stephen Walker, brigadier-général
- William Henry Wallace, brigadier-général
- Edward Cary Walthall, major-général
- Richard Waterhouse Jr., brigadier-général
- Stand Watie, brigadier-général
- N. W. Watkins, brigadier-général
- Thomas Neville Waul, brigadier-général
- Henry Constantine Wayne, brigadier-général
- S. D. Weakley, brigadier-général
- David Addison Weisiger, brigadier-général
- A. M. West, brigadier-général
- S. R. Westmore, brigadier-général
- Gabriel Colvin Wharton, brigadier-général
- John Austin Wharton, major-général
- Joseph Wheeler, dit Fighting Joe, lieutenant-général
- John Wilkins Whitfield, brigadier-général
- William Henry Chase Whiting, major-général
- Washington Curran Whitthorne, major-général
- John Wiatt, brigadier-général
- William Carter Wickham, brigadier-général
- Louis Trezevant Wigfall, brigadier-général
- Cadmus Marcellus Wilcox, major-général
- John Stuart Williams, dit Cerro Gordo, brigadier-général
- Claudius Charles Wilson, brigadier-général
- Charles Sidney Winder, brigadier-général
- John Henry Winder, brigadier-général
- Henry Alexander Wise, brigadier-général
- Jones Mitchell Withers, major-général
- William Tatum Wofford, brigadier-général
- Sterling Alexander Martin Wood, brigadier-général
- Ambrose Ransom Wright, dit Rans, major-général
- Marcus Joseph Wright, brigadier-général

- Haut – A
- B
- C
- D
- E
- F
- G
- H
- I
- J
- K
- L
- M
- N
- O
- P
- Q
- R
- S
- T
- U
- V
- W
- X
- Y
- Z

## Y
- Zebulon York, brigadier-général
- Pierce Manning Butler Young, major-général
- William Hugh Young, brigadier-général

- Haut – A
- B
- C
- D
- E
- F
- G
- H
- I
- J
- K
- L
- M
- N
- O
- P
- Q
- R
- S
- T
- U
- V
- W
- X
- Y
- Z

## Z
- Felix Kirk Zollicoffer, dit Zollie, brigadier-général (†)